# 캄보디아 왕립군

캄보디아 왕립군(RCAF, 크메르어: កងយោធពលខេមរភូមិន្ទ, ខ.ភ.ម, UNGEGN: Kâng Yoŭthôpôl Khémôrôphumĭnt, K.P.M, ALA-LC: Kang Yodhabal Khemarabhūmind, K.B.M)은 캄보디아의 국군이다. 최고사령관은 노로돔 시하모니 국왕이다. 2018년부터 봉 피센(Vong Pisen) 장군은 육군, 해군, 공군 및 헌병대의 수장으로서 RCAF의 총사령관을 맡고 있다. 군대는 국방부 소관 하에 활동한다. 국가 헌법에 따라 RCAF는 캄보디아 왕국의 주권과 영토 보전을 보호하는 임무를 맡고 있다.
1993년 설립되었다. CPAF의 전신은 베트남 인민군(PAVN)의 지원을 받아 1979년에 설립된 캄보디아 인민혁명군(KPRAF)이었다.

## 같이 보기
- 캄보디아의 역사
- 캄보디아 내전